# Parroquia de San Jerónimo (Ilo)
La Parroquia de San Gerónimo es el principal edificio religioso en la ciudad de Ilo. La construcción fue iniciada el 14 de febrero de 1871. El inicio de la construcción contó con la presencia del Coronel Juan Francisco Balta quien colocó la primera piedra. Los materiales empleados en el edificio son madera y calamina. Se encuentra ubicada en la Plaza de Armas de Ilo. Fue declarado Patrimonio Cultural de la Nación con Resolución R.M. Nº47582-ED.